# André Goudbeek
André Goudbeek (Zwolle, 1946) is een jazz- en improvisatiemuzikant en componist uit Mechelen; hij speelt onder meer altsaxofoon, basklarinet en bandoneon.

## Loopbaan
Goudbeek richtte samen met Fred Van Hove, Paul Van Gysegem, Willy Roggeman en Cel Overberghe in 1973 WIM (de Werkgroep Improviserende Muzikanten) op. Daarnaast had hij ook zijn eigen groep (Full Moon Trio) en was hij begin jaren tachtig lid van The Brotherhood of Breath, de groep van wijlen de Zuid-Afrikaanse pianist Chris Mc Gregor.
In 1981 speelde hij voor het eerst op Jazz Middelheim, met het saxofoonkwartet Tchicai-Goudbeek-Jeanneau-Maté.
Van 1982 tot 1994 was hij lid van het Willem Breuker Kollektief, een van de invloedrijkste avant-gardebands uit de Lage Landen: met Willem Breuker toerde en speelde hij op veel plaatsen in de wereld.
In 1995 componeerde Goudbeek in opdracht van Filmhuis Mechelen een soundtrack bij de stille film Nanook of the North van Robert Flaherty, een project waar ook een gelijknamige cd van uitgebracht werd. Samen met het Nanookkwartet ondernam hij daarna een uitgebreide tournee langs meer dan tachtig culturele centra en bioscopen in België, Nederland en Noord-Frankrijk om de film live te begeleiden.
Nadien speelt hij live samen met uiteenlopende jazz- en improvisatiemuzikanten als Bart Maris, Peter Jacquemyn, Frank Vaganée, Han Bennink, Peter Brötzmann, Xu Fengxia, Joe Fonda en Ivo Vanderborght. Met de Engelse vocalist Phil Minton bracht hij in 1998 de improvisatie-cd As It Happened uit.
Goudbeek was ook geregeld actief als muzikant en/of componist bij diverse theaterproducties, onder andere van Freek De Jonge, Loes Luca, Wim T. Schippers, Ischa Meijer en Paul Haenen.
In 2005 maakte hij een cd met bandoneon-improvisaties die hij vernoemde naar het Mechelse gehucht waar hij verbleef: het Zennegat.

## Discografie
- 1995: Nanook of the North
- 1999: As It Happened (samen met Phil Minton)
- 2004: Separate Realities (live; samen met Xu Fengxia en Joe Fonda)
- 2005: Zennegat